# Cú sốc cầu

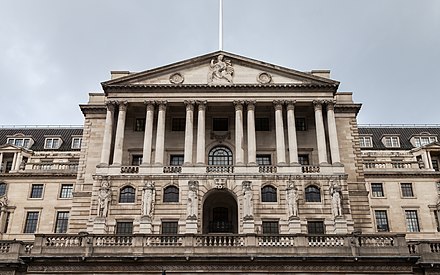
Các khái niệm cơ bản Các chính sách Mẫu Các lĩnh vực liên quan Trường phái Đề cập Xem thêm
Cổng thông tin tiềnCổng thông tin kinh doanh

Trong kinh tế học vĩ mô, cú sốc cầu (tiếng Anh: demand shock) là một hiện tượng hàng hoá hoặc dịch vụ tạm thời tăng hoặc giảm đột ngột.
Một cú sốc nhu cầu mang tính tích cực tăng tổng cầu (aggregate demand, AD) và một cú sốc cầu tiêu cực làm giảm tổng cầu. Giá cả của hàng hoá và dịch vụ đều bị ảnh hưởng bởi cả hai trường hợp. Khi nhu cầu về hàng hoá và dịch vụ tăng, giá của chúng ( hoặc mức giá) tăng bởi sự thay đổi về bên phải của đường cầu. Khi nhu cầu giảm, giá cả cũng giảm bởi sự thay đổi về bên trái của đường cầu. Cú sốc cầu có thể bắt nguồn từ những thay đổi ở thuế suất, cung ứng tiền tệ và chi tiêu chính phủ. Ví dụ, người trả thuế nợ chính phủ ít tiền hơn sau khi cắt giảm thuế, bằng cách đó có nhiều tiền hơn cho chi tiêu cá nhân. Và khi những người trả thuế dùng tiền đó để mua sắm hàng hoá và dịch vụ, giá của chúng sẽ tăng.
Trong bối cảnh kinh tế khó khăn ở Anh quốc vào tháng 11 năm 2002, thống đốc ngân hàng Anh, Mervyn King, đã cảnh báo về nền kinh tế nội địa sẽ mất cân bằng tới mức đối mặt với rủi ro gây ra "một cú sốc cầu lớn" trong tương lai gần. Tại trường Kinh tế và Khoa học Chính trị London, ông ấy cho biết thêm "Bên dưới bề mặt của sự ổn định tổng thể trong nền kinh tế của Anh đã nói dối sự mất cân bằng đáng chú ý giữa người tiêu thụ có sức ảnh hưởng và lĩnh vực nhà cửa, mặt khác, nhu cầu bên ngoài yếu ở những mặt khác."
Trong suốt thời kỳ khủng hoảng tài chính năm 2008, một cú sốc cầu tiêu cực trong nền kinh tế Anh quốc được gây ra bởi một vài yếu tố trong đó phải kể đến giá nhà giảm, khủng hoảng vay thế chấp dưới chuẩn và sự mất mát tài sản hộ gia đình đã dẫn tới sự suy giảm trong chỉ tiêu tiêu dùng. Để chống lại cú sốc cầu tiêu cực này, Cục Dự trữ Liên bang (Hoa Kỳ) đã giảm lãi suất. Trước khi khủng hoảng diễn ra, nền kinh tế thế giới đã trải qua một cú sốc cung mang tính tích cực. Ngay lập tức sau đó, cú sốc cầu trên toàn cầu đã dẫn tới sự phát triển quá nóng và áp lực lạm phát gia tăng.